# الباسط (أسماء الله الحسنى)
الباسط اسم من أسماء الله الحسنى، وهو اسم الفاعل من بسط يبسط فهو باسط،(والله يقبض ويبسط) أي يقتر على من يشاء ويوسع على من يشاء على حسب ما يرى من المصلحة لعباده. فالقبض هنا: التقتير والتضييق. والبسط التوسعة في الرزق والإكثار منه. فالله عز وجل القابض الباسط يقتر على من يشاء ويوسع على من يشاء.

## في القرآن الكريم
جاء في القرآن الكريم بصيغة الفعل، فقال الله تعالى: ﴿مَنْ ذَا الَّذِي يُقْرِضُ اللَّهَ قَرْضًا حَسَنًا فَيُضَاعِفَهُ لَهُ أَضْعَافًا كَثِيرَةً وَاللَّهُ يَقْبِضُ وَيَبْسُطُ وَإِلَيْهِ تُرْجَعُونَ ۝٢٤٥﴾سورة البقرة:245

## في السنة النبوية
ورد في حديث رسول الله ﷺ:
| الباسط (أسماء الله الحسنى) | إن الله هو المسعِّر، القابض، الباسط، الرازق | الباسط (أسماء الله الحسنى) |

## أقوال العلماء في اسم الله الباسط
- قال أبو القاسم الزجاجي :«باسط الشيء الذي ليس بمفروش يبسطه ويفرشه كما بسط الله الأرض للأنام وبث فيها أقواتها[3]»
- قال ابن كثير : | الباسط (أسماء الله الحسنى) | وَقَوْلُهُ: {وَاللَّهُ يَقْبِضُ وَيَبْسُطُ} أَيْ: أَنْفِقُوا وَلَا تُبَالُوا فَاللَّهُ هُوَ الرَّزَّاقُ يُضَيِّقُ عَلَى مَنْ يَشَاءُ مِنْ عِبَادِهِ فِي الرِّزْقِ وَيُوَسِّعُهُ عَلَى آخَرِينَ ، لَهُ الْحِكْمَةُ الْبَالِغَةُ فِي ذَلِكَ {وَإِلَيْهِ تُرْجَعُونَ} أَيْ: يوم القيامة | الباسط (أسماء الله الحسنى) |
- قال الخطابي :«وإذا ذكرت القابض مفرداً عن الباسط كأنك قد قصرت بالصفة على المنع والحرمان، وإذا وصلت أحدهما بالآخر فقد جمعت بين الصفتين منبئاً عن وجود الحكمة منهما[5]»
- قال الزجاج :| الباسط (أسماء الله الحسنى) | (الْقَابِض الباسط) الْأَدَب فِي هذَيْن الاسمين أَن يذكرَا مَعًا ؛ لِأَن تَمام الْقُدْرَة بذكرهما مَعًا ، أَلا ترى أَنَّك إِذا قلت إِلَى فلَان قبض أَمْرِي وَبسطه دلا بمجموعها أَنَّك تُرِيدُ أَن جَمِيع أَمرك إِلَيْهِ | الباسط (أسماء الله الحسنى) |
- قال ابن القيم في النونية:

- قال الراغب الأصفهاني :«فالقبض هو التضييق والبسط هو التوسيع والنشر فالله يقبض ويبسط أي يسلب تارة ويعطي تارة أو يسلب تارة أو يسلب قوماً ويعطي قوماً أو يجمع مرة ويفرق أخرى أو يميت ويحيي[7]»

## القابض، الباسط، المعطي
اسما القابض والباسط مرتبطان بالرزق والعطاء، فقد قال رسول الله ﷺ: «من يرد الله به خيراً يفقهه في الدين والله المعطي وأنا القاسم» ،وقال: «إن الله عز وجل لا ينام ولا ينبغي له أن ينام يخفض القسط ويرفعه ، يرفع إليه عمل الليل قبل النهار وعمل النهار قبل عمل الليل»
وذكر القرآن : ﴿قُلِ اللَّهُمَّ مَالِكَ الْمُلْكِ تُؤْتِي الْمُلْكَ مَنْ تَشَاءُ وَتَنْزِعُ الْمُلْكَ مِمَّنْ تَشَاءُ وَتُعِزُّ مَنْ تَشَاءُ وَتُذِلُّ مَنْ تَشَاءُ بِيَدِكَ الْخَيْرُ إِنَّكَ عَلَى كُلِّ شَيْءٍ قَدِيرٌ ۝٢٦﴾ (سورة آل عمران الآية 26) وقال النبي ﷺ : «إن الله يرفع بهذا الكتاب أقواماً ويضع به آخرين» وقد كان يقول بعد السلام من الصلاة حينما ينصرف إلى الناس:«لا إله إلا الله وحده لا شريك له، له الملك وله الحمد وهو على كل شيء قدير. اللهم لا مانع لما أعطيت ولا معطي لما منعت ولا ينفع ذا الجد منك الجد».